# Rudolf Keyser

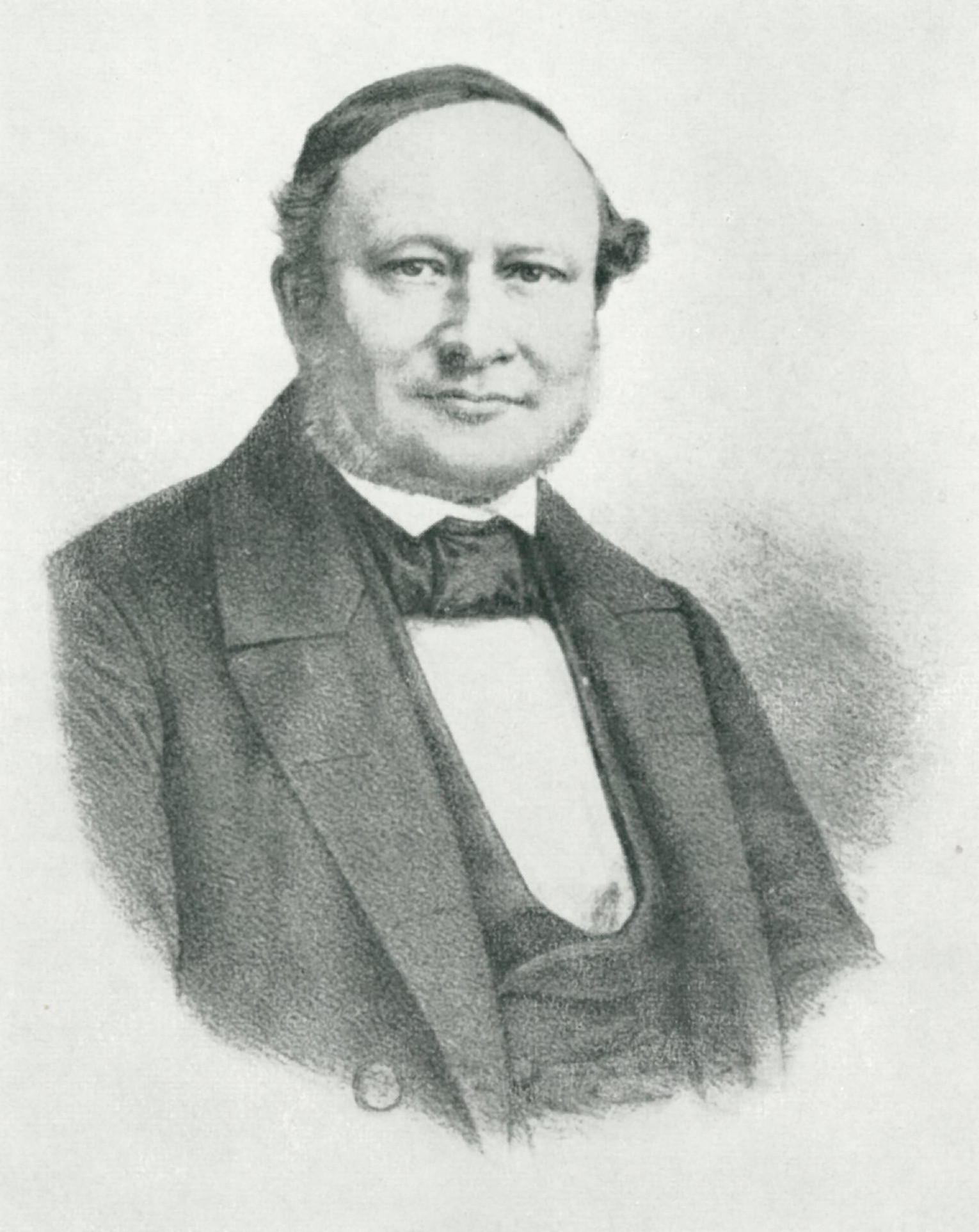
Rudolf Keyser.

Jacob Rudolf Keyser, född 1 januari 1803 i Kristiania, död den 9 oktober 1864, var en norsk historiker, bror till Christian Nicolai och Fredrik Wilhelm Keyser, kusin till Jens Jacob Keyser.
Keyser blev 1828 docent, 1829 lektor i historia och statistik och 1837-62 professor i historia vid Kristiania universitet. Keyser studerade Norges forn- och medeltid och var mångsidigt utbildad även som filolog och arkeolog. 
I jämförelse med den äldre norska historieforskningen gjorde Keyser ett avsevärt framsteg genom sin mera vetenskapliga utrustning och metod. Men hans forskning färgades dock av starka subjektiva inslag, främst en norsk nationalism som kom honom att överdriva den norska insatsen i fornnordisk kultur.